# Wereldkampioenschappen schermen 1993
De 42ste wereldkampioenschappen schermen werden gehouden in Essen, Duitsland in 1993. De organisatie lag in de handen van de FIE.

## Resultaten

### Mannen
| Discipline         | Goud                                                                         | Goud | Zilver                                                                        | Zilver | Brons                                                                               | Brons   |
| ------------------ | ---------------------------------------------------------------------------- | ---- | ----------------------------------------------------------------------------- | ------ | ----------------------------------------------------------------------------------- | ------- |
| Floret individueel | Alexander Koch                                                               | GER  | Serhi Holoebytsky                                                             | UKR    | Uwe Römer Philippe Omnès                                                            | GER FRA |
| Degen individueel  | Pavel Kolobkov                                                               | RUS  | Arnd Schmitt                                                                  | GER    | Fernando de la Peña Iván Kovács                                                     | ESP HUN |
| Sabel individueel  | Grigori Kirijenko                                                            | RUS  | Bence Szabó                                                                   | HUN    | Steffen Wiesinger Tonhi Terenzi                                                     | GER ITA |
| Floret ploegen     | Ingo Weißenborn Alexander Koch Thorsten Weidner Udo Wagner Uwe Römer         | GER  | Alessandro Puccini Stefano Cerioni Luca Vitalesta Andrea Borella              | ITA    | Ryszard Sobczak Adam Krzesiński Piotr Kiełpikowski Leszek Bandach Marian Sypniewski | POL     |
| Degen ploegen      | Paolo Milanoli Stefano Pantano Angelo Mazzoni Maurizio Randazzo Sandro Cuomo | ITA  | Éric Srecki Rémy Delhomme Jean-Michel Henry Robert Leroux                     | FRA    | Patrick Draenert Arnd Schmitt Elmar Borrmann Mariusz Strzałka                       | GER     |
| Sabel ploegen      | Bence Szabó József Navarrete György Boros Csaba Köves Péter Abay             | HUN  | Raffaello Caserta Giovanni Sirovich Giovanni Scalzo Marco Marin Tonhi Terenzi | ITA    | Felix Becker Steffen Wiesinger Frank Bleckmann Ulrich Eifler Jacek Huchwajda        | GER     |

### Vrouwen
| Discipline         | Goud                                                                    | Goud | Zilver                                                      | Zilver | Brons                                                                   | Brons   |
| ------------------ | ----------------------------------------------------------------------- | ---- | ----------------------------------------------------------- | ------ | ----------------------------------------------------------------------- | ------- |
| Floret individueel | Francesca Bortolozzi                                                    | ITA  | Aida Mohamed                                                | HUN    | Zita-Eva Funkenhauser Simone Bauer                                      | GER     |
| Degen individueel  | Oksana Jermakova                                                        | EST  | Laura Chiesa                                                | ITA    | Sophie Moressée-Pichot Helene Elinder                                   | FRA SWE |
| Floret ploegen     | Zita-Eva Funkenhauser Anja Fichtel Sabine Bau Simone Bauer Monika Weber | GER  | Claudia Grigorescu Mioara David Laura Badea Elisabeta Tufan | ROU    | Diana Bianchedi Francesca Bortolozzi Giovanna Trillini Dorina Vaccaroni | ITA     |
| Degen ploegen      | Gyongyi Szalay Marianna Horvath Tímea Nagy Hajnalka Kiraly              | HUN  | Katja Nass Hedwig Funkenhauser Claudia Bokel Imke Duplitzer | GER    | Alla Mironiouk Gulie Tuhtarova Viktoria Titova Anna Garina              | UKR     |

## Medaillespiegel
| Plaats | Land      | Goud | Zilver | Brons | Totaal |
| 1      | Duitsland | 3    | 2      | 6     | 11     |
| 2      | Italië    | 2    | 3      | 2     | 7      |
| 3      | Hongarije | 2    | 2      | 1     | 5      |
| 4      | Rusland   | 2    | 0      | 0     | 2      |
| 5      | Estland   | 1    | 0      | 0     | 1      |
| 6      | Frankrijk | 0    | 1      | 2     | 3      |
| 7      | Oekraïne  | 0    | 1      | 1     | 2      |
| 8      | Roemenië  | 0    | 1      | 0     | 1      |
| 9      | Polen     | 0    | 0      | 1     | 1      |
| 9      | Spanje    | 0    | 0      | 1     | 1      |
| 9      | Zweden    | 0    | 0      | 1     | 1      |
| Totaal | Totaal    | 10   | 10     | 15    | 35     |

1937 · 1938 · 1947 · 1948 · 1949 · 1950 · 1951 · 1952 · 1953 · 1954 · 1955 · 1956 · 1957 · 1958 · 1959 · 1961 · 1962 · 1963 · 1965 · 1966 · 1967 · 1969 · 1970 · 1971 · 1973 · 1974 · 1975 · 1977 · 1978 · 1979 · 1981 · 1982 · 1983 · 1985 · 1986 · 1987 · 1988 · 1989 · 1990 · 1991 · 1992 · 1993 · 1994 · 1995 · 1997 · 1998 · 1999 · 2000 · 2001 · 2002 · 2003 · 2004 · 2005 · 2006 · 2007 · 2008 · 2009 · 2010 · 2011 · 2012 · 2013 · 2014 · 2015 · 2016 · 2017 · 2018 · 2019 · 2022 · 2023